# Keppeleiland
Keppeleiland (En.: Keppel Island) is een van de Falklandeilanden. Het ligt tussen Saunderseiland en Pebble-eiland. Het eiland is niet groter dan 40 km². Het eiland werd vernoemd naar admiraal Augustus Keppel, een kleinzoon  van Arnold Joost van Keppel.
Men vindt er de nederzetting Cranmer.
Het eilandje werd een schapenboerderij in 1885. In de 20e eeuw  werd het een natuurreservaat.